# Amethysa fasciata
Amethysa fasciata är en tvåvingeart som beskrevs av Macquart 1835. Amethysa fasciata ingår i släktet Amethysa och familjen fläckflugor. Inga underarter finns listade i Catalogue of Life.